# 떴다! 방울이
《떴다! 방울이》는 《타마와 친구들》을 원작으로 하는 애니메이션이다. 대한민국에서는 떴다! 방울이라는 제목으로 투니버스를 통해 방영된 바 있다. 3번가에 살고 있는 초등학생 오카모토 타케시가 기르는 집고양이 타마(국내명:방울이)를 주인공으로 하여, 고양이, 개 등의 주위 친구들과 인간들이 함께 그려가는 따뜻한 느낌의 일상 드라마가 펼쳐진다.
같은 캐릭터를 원작으로 삼아 여러 번의 애니메이션화가 이어졌는데, 가장 처음 선을 보인 것은 1988년에 '3번가 이야기'라는 제목으로 공개된 OVA 애니메이션이었다. 봄, 여름, 가을, 겨울에 크리스마스편이 더해져 총 5권으로 발매되었던 이 OVA는, 이후 1993년 7월에 3번가의 타마 우리집 타마를 모르시나요라는 긴 제목으로 방영된 TV 시리즈의 1~6화 분량으로 고스란히 방영되기도 하였다(1기로 분류되는 위의 시리즈는 전체 9화 완결이었기 때문에, 사실상 새로 만들어진 에피소드는 달랑 3화뿐이었다). 이듬해인 1994년 4월부터는 제작진이 변경되어 새로운 TV 시리즈인 2기가 전 26화 분량으로 방영되었으며, 국내에 소개된 분량이 바로 이 2기 시리즈에 해당한다. 이외에도 '3번가의 타마 부탁해요, 모모를 찾아줘!!'라는 제목의 극장용 애니메이션이 1993년에 공개된 바 있다.
2006년부터는 마찬가지로 '타마와 친구들'을 원작으로 하고 있는 타마와 친구들 찾아라 마법의 푸니푸니스톤이라는 새로운 시리즈가 방영을 시작했는데, 이 작품은 캐릭터 설정의 일부만을 빌려 판타지 어드벤처 형식으로 전개되기에, 기존의 타마 시리즈와는 관계가 없는 오리지널 작품으로 분류해도 큰 문제가 없다.
2016년부터는 '타마 & 프렌즈 ~우리집 타마 모르시나요?~'로 방영되었으며, 2020년부터 후지 TV의 노이타미나에서 '우치타마?! ~우리집 타마를 모르시나요?~'로 방영 중이다.

## 등장인물
타마 (방울이)
성우 - 카사하라 히로코 (笠原弘子) / 정미숙
주인공. 초등학교 3학년인 지훈이의 집에서 기르는 귀여운 얼룩 고양이. 호기심이 왕성하고 정의감이 넘치기 때문에 사고도 자주 일으키는 편. 단짝 친구 핑키를 짝사랑하는 중이다.
모모 (핑키)
성우 - 시이나 헤키루 (椎名へきる) / 양정화
지훈이의 단짝 친구 혜미의 집에서 기르는 고양이. 예쁜 외모에 다정다감한 성격이다.
외로움을 잘 타고 어리광도 잘 부리지만 보기보다 성격은 드센 편이다. 방울이의 첫사랑이다.
포치 (하양)
성우 - 와타나베 마사코 (渡辺真砂子) / 이명선
방울이네 옆집, 두부집 강아지. 방울이와 같은 나이로 방울이를 지훈이가 기르기 시작할때부터 함께 논 소꼽친구. 편한 것을 좋아하고 덜렁대며 겁도 많은 성격이지만 착하다.
오카모토 타케시 (지훈)
성우 - 유우키 히로 (優希比呂) / 한채언
초등학교 3학년인 방울이의 주인. 자전거를 잘 타며, 취미는 프라모델 조립이다.
성실하고 착실한 성격이다.
하나사키 에미 (혜미)
성우 - 시라토리 유리 (白鳥由里) / 여민정
얼마 전에 3번가로 이사를 온 핑키의 주인.
지훈이의 단짝친구로, 나이는 동갑이다.
토라 (호야)
성우 - 사카모토 치카 (坂本千夏) / 김효선
건재상에서 기르는 고양이. 높은 곳에 올라가는 걸 좋아한다. 꽃게 통조림을 좋아한다.
방울이의 친구로 얄미운 성격으로 팬더와는 라이벌 관계다. 의외로 먹을 것을 좋아한다.
베에 (네로)
성우 - 마루타 마리 (まるたまり) / 김선혜
신문 가게에서 기르는 고양이. 3번가의 지름길이나 샛길을 빠삭하게 꿰뚫고 있다.
노라 (팬더)
성우 - 츠가 유코 (津賀有子) / 윤여진
공터에 살고 있는 도둑 고양이.
방울이의 친구이며, 호야와는 라이벌 관계다.
코마 (팽이)
성우 - 아라키 카에 (荒木香恵) / 한신정
마츠노유라는 이름의 목욕탕에서 기르고 있는 고양이. 친구들 중에서는 나이가 제일 어리다. 된장국에 만 밥과 수박을 좋아한다.
쿠로 (까망)
성우 - 이와나가 테츠야 (岩永哲哉) / 김광국
편의점에서 기르고 있는 까만 개. 발이 무척 빨라서 내기를 하면 누구에게도 지지 않는다.
곤 (누리)
성우 - 키타지마 쥰지 (北島淳司) / 최재익
가구점에서 기르는 개. 가게 앞에 놓여진 의자를 마음에 들어한다. 사투리를 사용하는 것이 특징.
부르
성우 - 아라카와 타로 (荒川太郎) / 최준영
방울이와 친구들을 보면 항상 짖는 불독. 사실은 모두와 친하게 지내고 싶어하지만 얼굴을 보면 괴롭혀 버린다. 무섭게 생겼지만 사실 소심하고 외로움을 많이 탄다. 의외로 인정이 많고 핑키를 좋아한다.(이 때문에 방울이를 경계하는 면이 있다.)
코코
천사 고양이. 고양이를 갖고 싶어한 한 여자아이의 소원으로 태어난 돌연변이 고양이이다. 다정한 성격으로 방울이 일행이 위기에 처해있을 때 구해 주었다.

## 회차 정보
1. 방울이의 첫사랑 / 하양이의 비밀 (2002/11/11)
2. 병원은 싫어요! / 풍선 갖고 싶어! (2002/11/12)
3. 방울이의 유령친구 / 방울이한테 비밀이예요 (2002/11/13)
4. 누구 밥이 맛있을까? / 방울이는 신입생 (2002/11/14)
5. 개굴개굴이를 아세요? / 내가 제일 좋아하는 것 (2002/11/15)
6. 하양 왕자의 전설 / 연못 속에 뭐가 있을까? (2002/11/18)
7. 핑키의 보물을 찾아서 / 구름을 잡아라 (2002/11/19)
8. 3번지 목장의 결투 / 부르가 울던 날 (2002/11/20)
9. 목욕탕 습격 사건 / 숲속의 왕자님 (2002/11/21)
10. 팽이의 일곱 가지 이름 / 혜미는 영화 감독 (2002/11/22)
11. 방울이와 네로의 대모험 / 팬더의 새 친구들 (2002/11/25)
12. 백화점 대탐험 / 한밤중의 까망이 (2002/11/26)
13. 현상수배 네로 / 천재 강아지 하양이 (2002/11/27)
14. 우리랑 친구 하자! / 꼬리가 모이는 꿈 (2002/11/28)
15. 용기를 내! / 지훈아, 반가워! (2002/11/29)
16. 3번지를 지켜라 (상) / 3번지를 지켜라 (하) (2002//12/1)
17. 튤립의 미소 / 별을 찾아라! (2002/12/2)
18. 우리동네 월드컵 / 누리의 심부름 (2002/12/3)
19. 이상한 펭귄 / 스케이트보드 타고 놀자! (2002/12/4)
20. 꽃게 통조림 천국 (상) / 꽃게 통조림 천국 (하) (2002/12/5)
21. 3번지의 최후의 날 / 까망이의 여자 친구 (2002/12/8)
22. 귀신 붙은 목걸이 / 유령 하양이 (2002/12/9)
23. 그림 그리기 전쟁 / 마술 피리 (2002/12/10)
24. 안녕, 로봇 방울이(상) / (하) (2002/12/11)
25. 총알 탄 까망이 / 우리도 소풍 가자! (2002/12/12)
26. 까마귀를 혼내 주자 / 도와줘요! 부르가면 (2002/12/15)
27. 확실히 말해 방울아! / 천사 고양이 코코 (2002/12/16)
28. 캡틴 방울이의 모험 (상) / 캡틴 방울이의 모험 (하) (2002/12/17)

## 성우
- 정미숙 님 - 방울 役
- 양정화 님 - 핑키 役
- 이명선 님 - 하양 役
- 김효선 님 - 호야 役
- 김광국 님 - 까망 役
- 윤여진 님 - 팬더 / 혜미 엄마 役
- 한신정 님 - 팽이 役
- 김선혜 님 - 네로 役
- 최재익 님 - 누리 役
- 최준영 님 - 부르 役
- 한채언 님 - 지훈 役
- 여민정 님 - 혜미 役

## 같이 보기
- 우치타마?! ~우리집 타마를 모르시나요?~